# Ave Maria (Verdi)
Giuseppe Verdi (1813-1901) compôs uma peça com o título Ave Maria como ária no último ato de sua grande ópera "Otello", baseada na peça de Shakespeare, Otelo, o Mouro de Veneza.
A Ave Maria também chamada de Saudação Angélica, é uma oração que saúda a Virgem Maria baseada nos episódios da Anunciação e da Visitação (Lucas 1:28–42). Segundo São Luís Maria Gringnon de Montfort, cada vez que se reza a Ave Maria, a Virgem Maria louva a Deus no Céu com seu canto, o Magnificat (Lucas 1:46–55).